# توم كور
توم كور (بالإنجليزية: Tom Corr) (مواليد 9 يوليو 1962) هو ملاكم آيرلندي، مثّل بلاده في الألعاب الأولمبية الصيفية 1984.

## روابط خارجية
توم كور على موقع أوليمبيديا (الإنجليزية)